# علی‌اصغر حسن‌زاده
علی‌اصغر حسن‌زاده ناولیقی (زاده ۱۱ آبان ۱۳۶۶ در قم)  بازیکن فوتسال اهل ایران است که برای باشگاه گیتی پسند اصفهان و تیم ملی فوتسال ایران بازی می‌کند. وی در سال‌های ۲۰۱۴، ۲۰۱۶، ۲۰۱۷ و ۲۰۱۸ از سوی ای‌اف‌سی به عنوان بهترین بازیکن سال فوتسال آسیا برگزیده شد.
از باشگاه‌های حسن‌زاده می توان به ارم کیش قم، فولاد ماهان سپاهان اصفهان، الریان قطر، صبای قم، نوریلسک نیکل روسیه، تأسیسات دریایی تهران، مس سونگون ورزقان و شنژن نانلینگ تیلانگ چین  اشاره کرد وی هم‌اکنون عضو باشگاه گیتی پسند اصفهان نیز می‌باشد.

## افتخارات
- آقای گل مسابقات سالنی آسیا در سال ۲۰۰۷ با ۱۲ گل شده‌است.
- آقای گل مسابقات جام ملتهای ۲۰۱۱ آسیا با ۱۱ گل شده‌است.
- در سال ۱۳۹۱ با زدن ۲۹ گل آقای گل مسابقات لیگ برتر شده‌است.
- با تیم ملی در جام ملتهای ۲۰۰۸ و ۲۰۱۰و ۲۰۱۷و۲۰۲۴ قهرمان شده‌است.
- در سال‌های ۲۰۰۷ ،۲۰۰۹ و۲۰۱۳ در مسابقات سالنی آسیا قهرمان شده‌است.
- قهرمان جام کنفدراسیون قاره در سال ۲۰۰۹ شده‌است.
- با تیم فولاد ماهان در سال ۲۰۰۹ قهرمان جام باشگاه‌های آسیا شده‌است.
- در مسابقات جام جهانی ۲۰۰۸ با تیم ملی حاضر بوده و به عنوان پنجم رسیده‌است.
- در سال ۸۳ با تیم ارم کیش قم نایب قهرمان لیگ شد.
- در سال ۸۷ با تیم ارم کیش قم نایب قهرمان لیگ شد.
- در سال ۸۸ با تیم فولاد ماهان قهرمان لیگ فوتسال شده‌است.
- در سال ۹۲ همراه تیم صبای قم نایب قهرمان لیگ برتر فوتسال شده‌است.
- کسب مقام سوم در جام جهانی سال ۲۰۱۶ با تیم ملی ایران.
- در سال ۲۰۱۴ از سوی ای‌اف‌سی به عنوان بهترین بازیکن سال فوتسال آسیا برگزیده شد.
- در سال ۲۰۱۶ از سوی ای‌اف‌سی به عنوان بهترین بازیکن سال فوتسال آسیا برگزیده شد.
- در سال ۲۰۱۷ از سوی ای‌اف‌سی به عنوان بهترین بازیکن سال فوتسال آسیا برگزیده شد.
- در سال ۲۰۱۸ از سوی ای‌اف‌سی به عنوان بهترین بازیکن سال فوتسال آسیا برگزیده شد.[۱]